# Casa noastră ca o floare
Casa noastră ca o floare este un film românesc din 1963 regizat de Alexandru Boiangiu.